# 香港電影金像獎最佳美術指導
香港電影金像獎最佳美術指導是現行頒發的獎項，於1983年創立，表彰當年香港電影中最出色的美術指導。

## 得奖和提名名单
|  | 获奖者 |

### 1980年代（1983 — 1989 年）
| 年份 （屆次）    | 姓名                                       | 片名             | 來源  |
| ---------------- | ------------------------------------------ | ---------------- | ----- |
| 1983年 （第2屆） | 區丁平                                     | 《投奔怒海》     | [ 1 ] |
| 1983年 （第2屆） | 張叔平                                     | 《烈火青春》     | [ 1 ] |
| 1983年 （第2屆） | 黃銳民                                     | 《夜驚魂》       | [ 1 ] |
| 1983年 （第2屆） | 黃銳民                                     | 《再生人》       | [ 1 ] |
| 1983年 （第2屆） | 奚仲文、張叔平                             | 《難兄難弟》     | [ 1 ] |
| 1984年 （第3屆） | 宋洪榮                                     | 《垂簾聽政》     | [ 2 ] |
| 1984年 （第3屆） | 打擂台美術組                               | 《打擋台》       | [ 2 ] |
| 1984年 （第3屆） | 奚仲文                                     | 《我愛夜來香》   | [ 2 ] |
| 1984年 （第3屆） | 張叔平                                     | 《花城》         | [ 2 ] |
| 1984年 （第3屆） | 張叔平                                     | 《蜀山》         | [ 2 ] |
| 1985年 （第4屆） | 章叔屏                                     | 《似水流年》     | [ 3 ] |
| 1985年 （第4屆） | 區丁平                                     | 《傾城之戀》     | [ 3 ] |
| 1985年 （第4屆） | 歐陽興義                                   | 《上海之夜》     | [ 3 ] |
| 1985年 （第4屆） | 嚴沾林                                     | 《少女日記》     | [ 3 ] |
| 1985年 （第4屆） | 李景文                                     | 《唐朝豪放女》   | [ 3 ] |
| 1986年 （第5屆） | 陸叔遠                                     | 《平安夜》       | [ 4 ] |
| 1986年 （第5屆） | 張叔平                                     | 《1/2段情》      | [ 4 ] |
| 1986年 （第5屆） | 區丁平                                     | 《女人心》       | [ 4 ] |
| 1986年 （第5屆） | 李景文                                     | 《花街時代》     | [ 4 ] |
| 1986年 （第5屆） | 林世樂                                     | 《殭屍先生》     | [ 4 ] |
| 1987年 （第6屆） | 黃仁逵                                     | 《癲佬正傳》     | [ 5 ] |
| 1987年 （第6屆） | 張叔平                                     | 《夢中人》       | [ 5 ] |
| 1987年 （第6屆） | 張叔平                                     | 《最愛》         | [ 5 ] |
| 1987年 （第6屆） | 雷志良                                     | 《英雄本色》     | [ 5 ] |
| 1987年 （第6屆） | 韋啟新、何劍聲、梁志興                     | 《刀馬旦》       | [ 5 ] |
| 1987年 （第6屆） | 梁華生                                     | 《奇緣》         | [ 5 ] |
| 1988年 （第7屆） | 奚仲文                                     | 《倩女幽魂》     | [ 6 ] |
| 1988年 （第7屆） | 梁華生、朴若木、何群、胡春桐、王硯譜、趙玫 | 《書劍恩仇錄》   | [ 6 ] |
| 1988年 （第7屆） | 陸子峰                                     | 《龍虎風雲》     | [ 6 ] |
| 1988年 （第7屆） | 譚家明                                     | 《最後勝利》     | [ 6 ] |
| 1988年 （第7屆） | 關柏煊                                     | 《靚妹正傳》     | [ 6 ] |
| 1989年 （第8屆） | 張叔平                                     | 《旺角卡門》     | [ 7 ] |
| 1989年 （第8屆） | 黃仁逵                                     | 《七小福》       | [ 7 ] |
| 1989年 （第8屆） | 李仁港                                     | 《今夜星光燦爛》 | [ 7 ] |
| 1989年 （第8屆） | 朴若木、馬光榮                             | 《胭脂扣》       | [ 7 ] |

### 1990年代（1990 — 1999 年）
| 年份 （屆次）     | 姓名                   | 片名                     | 來源   |
| ----------------- | ---------------------- | ------------------------ | ------ |
| 1990年 （第9屆）  | 司徒衛鏞               | 《不脫襪的人》           | [ 8 ]  |
| 1990年 （第9屆）  | 馬磐超                 | 《奇蹟》                 | [ 8 ]  |
| 1990年 （第9屆）  | 陸子鋒                 | 《英雄本色III夕陽之歌》  | [ 8 ]  |
| 1990年 （第9屆）  | 譚家明、莫均傑         | 《殺手蝴蝶夢》           | [ 8 ]  |
| 1990年 （第9屆）  | 黃仁逵                 | 《飛越黃昏》             | [ 8 ]  |
| 1991年 （第10屆） | 張叔平                 | 《阿飛正傳》             | [ 9 ]  |
| 1991年 （第10屆） | 奚仲文                 | 《古今大戰秦俑情》       | [ 9 ]  |
| 1991年 （第10屆） | 莫均傑、方盈           | 《川島芳子》             | [ 9 ]  |
| 1991年 （第10屆） | 梁華生                 | 《笑傲江湖》             | [ 9 ]  |
| 1992年 （第11屆） | 奚仲文                 | 《九一神鵰俠侶》         | [ 10 ] |
| 1992年 （第11屆） | 奚仲文                 | 《黃飛鴻》               | [ 10 ] |
| 1992年 （第11屆） | 馬磐超                 | 《何日君再來》           | [ 10 ] |
| 1992年 （第11屆） | 莫少奇                 | 《五億探長雷洛傳》       | [ 10 ] |
| 1992年 （第11屆） | 陸文華                 | 《雙城故事》             | [ 10 ] |
| 1992年 （第11屆） | 梁華生、張叔平         | 《倩女幽魂III道道道》    | [ 10 ] |
| 1993年 （第12屆） | 朴若木                 | 《阮玲玉》               | [ 11 ] |
| 1993年 （第12屆） | 梁華生、鍾移風         | 《笑傲江湖II東方不敗》   | [ 11 ] |
| 1993年 （第12屆） | 馬磐超                 | 《黃飛鴻之二男兒當自強》 | [ 11 ] |
| 1993年 （第12屆） | 莫少奇                 | 《鹿鼎記II神龍教》       | [ 11 ] |
| 1993年 （第12屆） | 黃仁逵、錢耀恆         | 《籠民》                 | [ 11 ] |
| 1994年 （第13屆） | 馬磐超                 | 《白髮魔女傳》           | [ 12 ] |
| 1994年 （第13屆） | 雷楚雄                 | 《青蛇》                 | [ 12 ] |
| 1994年 （第13屆） | 梁華生                 | 《天長地久》             | [ 12 ] |
| 1994年 （第13屆） | 奚仲文                 | 《新不了情》             | [ 12 ] |
| 1994年 （第13屆） | 葉錦添、楊占家、李偉明 | 《誘僧》                 | [ 12 ] |
| 1995年 （第14屆） | 張叔平                 | 《東邪西毒》             | [ 13 ] |
| 1995年 （第14屆） | 張叔平                 | 《重慶森林》             | [ 13 ] |
| 1995年 （第14屆） | 朴若木                 | 《红玫瑰白玫瑰》         | [ 13 ] |
| 1995年 （第14屆） | 奚仲文                 | 《金枝玉葉》             | [ 13 ] |
| 1995年 （第14屆） | 張叔平、莊國榮         | 《梁祝》                 | [ 13 ] |
| 1996年 （第15屆） | 馬磐超                 | 《夜半歌聲》             | [ 14 ] |
| 1996年 （第15屆） | 奚仲文、邱偉明         | 《和平饭店》             | [ 14 ] |
| 1996年 （第15屆） | 黃義順                 | 《女人四十》             | [ 14 ] |
| 1996年 （第15屆） | 馬磐超                 | 《南京的基督》           | [ 14 ] |
| 1996年 （第15屆） | 張叔平                 | 《墮落天使》             | [ 14 ] |
| 1997年 （第16屆） | 奚仲文                 | 《甜蜜蜜》               | [ 15 ] |
| 1997年 （第16屆） | 奚仲文                 | 《金枝玉葉2》            | [ 15 ] |
| 1997年 （第16屆） | 馬磐超、雷楚雄         | 《黑俠》                 | [ 15 ] |
| 1997年 （第16屆） | 黃洽貴                 | 《風月》                 | [ 15 ] |
| 1997年 （第16屆） | 余家安                 | 《新上海灘》             | [ 15 ] |
| 1998年 （第17屆） | 馬磐超                 | 《宋家皇朝》             | [ 16 ] |
| 1998年 （第17屆） | 李景文                 | 《黑金》                 | [ 16 ] |
| 1998年 （第17屆） | 余家安、黃仁逵         | 《半生緣》               | [ 16 ] |
| 1998年 （第17屆） | 馬磐超、麥國強         | 《神偷諜影》             | [ 16 ] |
| 1998年 （第17屆） | 張叔平                 | 《春光乍洩》             | [ 16 ] |
| 1999年 （第18屆） | 種田陽平               | 《不夜城》               | [ 17 ] |
| 1999年 （第18屆） | 余家安                 | 《愈快樂愈墮落》         | [ 17 ] |
| 1999年 （第18屆） | 余家安                 | 《玻璃之城》             | [ 17 ] |
| 1999年 （第18屆） | 何劍雄                 | 《風雲雄霸天下》         | [ 17 ] |
| 1999年 （第18屆） | 潘志偉                 | 《安娜瑪德蓮娜》         | [ 17 ] |

### 2000年代（2000 — 2009 年）
| 年份 （屆次）     | 姓名                   | 片名               | 來源   |
| ----------------- | ---------------------- | ------------------ | ------ |
| 2000年 （第19屆） | 文念中                 | 《心動》           | [ 18 ] |
| 2000年 （第19屆） | 黃炳耀                 | 《半支煙》         | [ 18 ] |
| 2000年 （第19屆） | 麥國強                 | 《紫雨風暴》       | [ 18 ] |
| 2000年 （第19屆） | 余家安                 | 《特警新人類》     | [ 18 ] |
| 2000年 （第19屆） | 潘燚森、馮繼輝         | 《千言萬語》       | [ 18 ] |
| 2001年 （第20屆） | 張叔平                 | 《花樣年華》       | [ 19 ] |
| 2001年 （第20屆） | 奚仲文、潘志偉、黃炳耀 | 《薰衣草》         | [ 19 ] |
| 2001年 （第20屆） | 張世宏                 | 《夏日的麼麼茶》   | [ 19 ] |
| 2001年 （第20屆） | 葉錦添                 | 《臥虎藏龍》       | [ 19 ] |
| 2001年 （第20屆） | 田木                   | 《榴槤飄飄》       | [ 19 ] |
| 2002年 （第21屆） | 婁中國、嚴沾林         | 《遊園驚夢》       | [ 20 ] |
| 2002年 （第21屆） | 文念中                 | 《男人四十》       | [ 20 ] |
| 2002年 （第21屆） | 何劍雄、付德林         | 《蜀山傳》         | [ 20 ] |
| 2002年 （第21屆） | 余家安                 | 《鍾無艷》         | [ 20 ] |
| 2002年 （第21屆） | 張叔平                 | 《藍宇》           | [ 20 ] |
| 2003年 （第22屆） | 霍廷霄、易振洲         | 《英雄》           | [ 21 ] |
| 2003年 （第22屆） | 區丁平                 | 《天下無雙》       | [ 21 ] |
| 2003年 （第22屆） | 奚仲文、黃炳耀         | 《金雞》           | [ 21 ] |
| 2003年 （第22屆） | 葉錦添                 | 《雙瞳》           | [ 21 ] |
| 2003年 （第22屆） | 奚仲文                 | 《三更之回家》     | [ 21 ] |
| 2004年 （第23屆） | 雷楚雄                 | 《千機變》         | [ 22 ] |
| 2004年 （第23屆） | 奚仲文、麥國強         | 《金雞2》          | [ 22 ] |
| 2004年 （第23屆） | 余家安                 | 《向左走·向右走》  | [ 22 ] |
| 2004年 （第23屆） | 余家安                 | 《大隻佬》         | [ 22 ] |
| 2004年 （第23屆） | 陸文華                 | 《戀之風景》       | [ 22 ] |
| 2005年 （第24屆） | 張叔平、邱偉明         | 《2046》           | [ 23 ] |
| 2005年 （第24屆） | 黃銳民                 | 《功夫》           | [ 23 ] |
| 2005年 （第24屆） | 黃仁逵、林青           | 《江湖》           | [ 23 ] |
| 2005年 （第24屆） | 文念中                 | 《桃色》           | [ 23 ] |
| 2005年 （第24屆） | 奚仲文、黃炳耀         | 《餃子》           | [ 23 ] |
| 2006年 （第25屆） | 奚仲文、黃炳耀         | 《如果·愛》        | [ 24 ] |
| 2006年 （第25屆） | 黃家能                 | 《七劍》           | [ 24 ] |
| 2006年 （第25屆） | 張叔平、邱偉明         | 《長恨歌》         | [ 24 ] |
| 2006年 （第25屆） | 雷楚雄                 | 《情癲大聖》       | [ 24 ] |
| 2006年 （第25屆） | 葉錦添                 | 《無極》           | [ 24 ] |
| 2007年 （第26屆） | 霍廷霄                 | 《满城尽带黄金甲》 | [ 25 ] |
| 2007年 （第26屆） | 譚家明、何劍雄         | 《父子》           | [ 25 ] |
| 2007年 （第26屆） | 文念中                 | 《伊莎貝拉》       | [ 25 ] |
| 2007年 （第26屆） | 文念中                 | 《傷城》           | [ 25 ] |
| 2007年 （第26屆） | 葉錦添                 | 《夜宴》           | [ 25 ] |
| 2008年 （第27屆） | 奚仲文、易振洲、黃炳耀 | 《投名狀》         | [ 26 ] |
| 2008年 （第27屆） | Anuson Pinyopotjanee   | 《C+偵探》         | [ 26 ] |
| 2008年 （第27屆） | 邱偉明                 | 《天堂口》         | [ 26 ] |
| 2008年 （第27屆） | 奚仲文、麥國強         | 《門徒》           | [ 26 ] |
| 2008年 （第27屆） | 黃仁逵                 | 《圍城》           | [ 26 ] |
| 2009年 （第28屆） | 葉錦添                 | 《赤壁》           | [ 27 ] |
| 2009年 （第28屆） | 李仁港、馬光榮         | 《三國之見龍卸甲》 | [ 27 ] |
| 2009年 （第28屆） | 雷楚雄、劉京平         | 《畫皮》           | [ 27 ] |
| 2009年 （第28屆） | 奚仲文、劉敏雄         | 《江山美人》       | [ 27 ] |
| 2009年 （第28屆） | 麥國強                 | 《葉問》           | [ 27 ] |
| 2010年 （第29屆） | 麥國強                 | 《十月围城》       | [ 28 ] |
| 2010年 （第29屆） | 葉錦添                 | 《赤壁 決戰天下》  | [ 28 ] |
| 2010年 （第29屆） | 奚仲文、張季平、姚樹華 | 《白銀帝國》       | [ 28 ] |
| 2010年 （第29屆） | 奚仲文、劉敏雄         | 《風雲II》         | [ 28 ] |
| 2010年 （第29屆） | 楊凡、黃敏軒           | 《淚王子》         | [ 28 ] |

### 2010年代（2010 — 2019 年）
| 年份 （屆次）     | 姓名                               | 片名                         | 來源   |
| ----------------- | ---------------------------------- | ---------------------------- | ------ |
| 2011年 （第30屆） | 趙崇邦                             | 《狄仁傑之通天帝國》         | [ 29 ] |
| 2011年 （第30屆） | 林潮翔、毛懷清                     | 《孔子：決戰春秋》           | [ 29 ] |
| 2011年 （第30屆） | 張世宏                             | 《李小龍》                   | [ 29 ] |
| 2011年 （第30屆） | 麥國強                             | 《葉問2》                    | [ 29 ] |
| 2011年 （第30屆） | 楊百貴、蘇國豪                     | 《劍雨》                     | [ 29 ] |
| 2012年 （第31屆） | 奚仲文、劉敏雄                     | 《龍門飛甲》                 | [ 30 ] |
| 2012年 （第31屆） | 奚仲文、孫立                       | 《武俠》                     | [ 30 ] |
| 2012年 （第31屆） | 奚仲文、劉敏雄                     | 《新少林寺》                 | [ 30 ] |
| 2012年 （第31屆） | 李仁港                             | 《鴻門宴傳奇》               | [ 30 ] |
| 2012年 （第31屆） | 黃家能、于慶華、高亦光             | 《让子弹飞》                 | [ 30 ] |
| 2013年 （第32屆） | 奚仲文、林子僑                     | 《大上海》                   | [ 31 ] |
| 2013年 （第32屆） | 葉錦添                             | 《太极1从零开始》            | [ 31 ] |
| 2013年 （第32屆） | 劉世運                             | 《血滴子》                   | [ 31 ] |
| 2013年 （第32屆） | 張世宏、李健威                     | 《消失的子彈》               | [ 31 ] |
| 2013年 （第32屆） | 文念中                             | 《聽風者》                   | [ 31 ] |
| 2014年 （第33屆） | 張叔平、邱偉明                     | 《一代宗師》                 | [ 32 ] |
| 2014年 （第33屆） | 林子僑                             | 《西游·降魔篇》              | [ 32 ] |
| 2014年 （第33屆） | 林子僑                             | 《救火英雄》                 | [ 32 ] |
| 2014年 （第33屆） | 麥國強                             | 《狄仁傑之神都龍王》         | [ 32 ] |
| 2014年 （第33屆） | 張蚊                               | 《殭屍》                     | [ 32 ] |
| 2015年 （第34屆） | 趙海                               | 《黃金時代》                 | [ 33 ] |
| 2015年 （第34屆） | 馬光榮                             | 《太平輪：亂世浮生》         | [ 33 ] |
| 2015年 （第34屆） | 文念中                             | 《香港仔》                   | [ 33 ] |
| 2015年 （第34屆） | 文念中                             | 《竊聽風雲3》                | [ 33 ] |
| 2015年 （第34屆） | 黃炳耀                             | 《黃飛鴻之英雄有夢》         | [ 33 ] |
| 2016年 （第35屆） | 張叔平、邱偉明                     | 《華麗上班族》               | [ 34 ] |
| 2016年 （第35屆） | 種田陽平、李健威                   | 《捉妖記》                   | [ 34 ] |
| 2016年 （第35屆） | 馬光榮                             | 《太平輪：驚濤摯愛》         | [ 34 ] |
| 2016年 （第35屆） | 易振洲                             | 《智取威虎山》               | [ 34 ] |
| 2016年 （第35屆） | 葉錦添、張英華                     | 《三城記》                   | [ 34 ] |
| 2017年 （第36屆） | 邱偉明                             | 《擺渡人》                   | [ 35 ] |
| 2017年 （第36屆） | 翟韜                               | 《七月与安生》               | [ 35 ] |
| 2017年 （第36屆） | 張世宏、李清渝、吳鎮、莊國榮       | 《三少爺的劍》               | [ 35 ] |
| 2017年 （第36屆） | 傅鶇                               | 《西遊記之孫悟空三打白骨精》 | [ 35 ] |
| 2017年 （第36屆） | 陳錦河                             | 《美人魚》                   | [ 35 ] |
| 2018年 （第37屆） | 文念中、利國林                     | 《明月幾時有》               | [ 36 ] |
| 2018年 （第37屆） | 赤塚佳仁、廖惠麗、郭鐘山           | 《西遊伏妖篇》               | [ 36 ] |
| 2018年 （第37屆） | 張蚊                               | 《空手道》                   | [ 36 ] |
| 2018年 （第37屆） | 林子僑                             | 《悟空傳》                   | [ 36 ] |
| 2018年 （第37屆） | 張英華                             | 《追龍》                     | [ 36 ] |
| 2019年 （第38屆） | 林子僑                             | 《無雙》                     | [ 37 ] |
| 2019年 （第38屆） | 曹和成                             | 《西遊記女兒國》             | [ 37 ] |
| 2019年 （第38屆） | 赤塚佳仁、李景文                   | 《狄仁傑之四大天王》         | [ 37 ] |
| 2019年 （第38屆） | 李健威、Guillaume Aretos、種田陽平 | 《捉妖記2》                  | [ 37 ] |
| 2019年 （第38屆） | 張蚊                               | 《翠絲》                     | [ 37 ] |

### 2020年代（2020 — 至今）
| 年份 （屆次）     | 姓名           | 片名               | 來源   |
| ----------------- | -------------- | ------------------ | ------ |
| 2020年 （第39屆） | 張兆康         | 《花椒之味》       | [ 38 ] |
| 2020年 （第39屆） | 梁鴻鵠         | 《少年的你》       | [ 38 ] |
| 2020年 （第39屆） | 陳七           | 《犯罪現場》       | [ 38 ] |
| 2020年 （第39屆） | 文念中、利國林 | 《麥路人》         | [ 38 ] |
| 2020年 （第39屆） | 麥國強         | 《葉問4：完結篇》  | [ 38 ] |
| 2022年 （第40屆） | 麥國強、王慧茵 | 《智齒》           | [ 39 ] |
| 2022年 （第40屆） | 張兆康、姚漢文 | 《手捲煙》         | [ 39 ] |
| 2022年 （第40屆） | 黃炳耀         | 《梅艷芳》         | [ 39 ] |
| 2022年 （第40屆） | 趙海           | 《第一炉香》       | [ 39 ] |
| 2022年 （第40屆） | 潘燚森         | 《濁水漂流》       | [ 39 ] |
| 2023年 （第41屆） | 雷楚雄、黃敏軒 | 《風再起時》       | [ 40 ] |
| 2023年 （第41屆） | 麥芷筠         | 《正義迴廊》       | [ 40 ] |
| 2023年 （第41屆） | 莫少宗、林偉健 | 《明日戰記》       | [ 40 ] |
| 2023年 （第41屆） | 蔡慧妍         | 《神探大戰》       | [ 40 ] |
| 2023年 （第41屆） | 張蚊、梁子賢   | 《飯戲攻心》       | [ 40 ] |
| 2024年 （第42屆） | 林子僑         | 《金手指》         | [ 41 ] |
| 2024年 （第42屆） | 霍佩詩、張栩冰 | 《七月返歸》       | [ 41 ] |
| 2024年 （第42屆） | 潘燚森、謝藹霖 | 《白日之下》       | [ 41 ] |
| 2024年 （第42屆） | 張蚊           | 《年少日記》       | [ 41 ] |
| 2024年 （第42屆） | 余家安、梁詩韻 | 《命案》           | [ 41 ] |
| 2025年 （第43屆） | 麥國強、周世鴻 | 《九龍城寨之圍城》 | [ 42 ] |
| 2025年 （第43屆） | 鄧伊妮         | 《久別重逢》       | [ 42 ] |
| 2025年 （第43屆） | 麥芷筠         | 《爸爸》           | [ 42 ] |
| 2025年 （第43屆） | 余姚漢文       | 《破·地獄》        | [ 42 ] |
| 2025年 （第43屆） | 李健威         | 《焚城》           | [ 42 ] |

## 外部連結
- 官方网站